# ژو هوآ
ژو هوآ (انگلیسی: Zhou Hua؛ زادهٔ ۳ اکتبر ۱۹۶۹) بازیکن فوتبال اهل چین است.
وی همچنین در تیم ملی فوتبال زنان چین بازی کرده‌است.